# アイ・アム・ナンバー4
『アイ・アム・ナンバー4』（原題: I Am Number Four）は、2011年のアメリカのSFアクション映画。ピタカス・ロアによる同名SF小説を原作としている。

## ストーリー
ロリアンと呼ばれる異星に侵入したモガドリアンによって、惑星を追われた9人のエイリアンたちが地球に産み落とされた。番号が割り当てられた彼らは大人になると「レガシー」と呼ばれる超能力が覚醒し、また彼らを守るため保護者と言う名目でガーディアンが派遣されていた。ロリアン星を破壊したモガドリアンは、生存者である9人を追って地球にやって来る。モガドリアンは番号順に彼らを殺し始め、3人がこれまでに暗殺されていた。
エイリアンの一人であるジョン・スミスは高校生としてオハイオ州で暮らしていた。友達のサラと何事もなく生活していたジョンだったが、ガーディアンのヘンリーから、自分が次に殺される4番目であることを聞かされる。
しかしそんな時、彼にレガシーの兆候が芽生え始める。能力が覚醒したジョンは、自分たちを暗殺するモガドリアン率いる謎の組織を打破すべく戦いを挑んでいく。

## キャスト
※括弧内は日本語吹替
- ジョン・スミス / ナンバー4 - アレックス・ペティファー（加瀬康之）
- サラ・ハート - ディアナ・アグロン（水樹奈々）
- ヘンリー - ティモシー・オリファント（てらそままさき）
- ナンバー6 - テリーサ・パーマー（小松由佳）
- サム・グッド - カラン・マッコーリフ（成家義哉）
- モガドリアン司令官 - ケヴィン・デュランド（咲野俊介）
- マーク・ジェームズ - ジェイク・アベル（阪口周平）
- ジェームズ保安官 - ジェフ・ホッチェンドナー（楠見尚己）
- サラの母 - ジュディス・ホーグ（佐々木優子）
- サラの父 - クーパー・ソーントン（星野充昭）